# Malacañang Palace
Malacañang Palace (Filipijns: Palasyo ng Malakanyang) is de officiële residentie van de president van de Filipijnen. Het paleis bevindt zich in Manilla op de noordzijde van de rivier de Pasig.
Het hele complex bestaat uit het paleis zelf, Bonifacio Hall (het voormalige gastenverblijf, waarin de presidenten Corazon Aquino en Joseph Estrada verbleven), Kalayaan Hall (Het voormalige overheidsgebouw uit tijd van de Amerikanen), Mabini Hall (het regeringsgebouw), een nieuwe overheidsgebouw (gebouwd door President Aquino) en enkele kleinere gebouwen. Aan de overkant van de rivier is het Malacañang Park.
Het paleis is niet vaak te bezichtigen voor het publiek. Vooral tijdens politiek onrustige tijden zijn de poorten gesloten en wordt het paleis zwaar bewaakt. Demonstranten verzamelen zich vaak in het nabijgelegen Mendiola Street om daar te demonstreren tegen het beleid van de regering.